# Daubenya capensis
Daubenya capensis es una especie de plantas herbáceas  perteneciente a la subfamilia de las escilóideas dentro de las asparagáceas.  Es originaria de Sudáfrica.

## Descripción
Es una planta perennifolia, geofita que alcanza un tamaño de 0.06 m de altura. Se distribuye por Sudáfrica a una altitud de 800 metros.

## Taxonomía
Daubenya capensis fue descrita por (Schltr.) A.M.van der Merwe & J.C.Manning y publicado en Strelitzia 9: 713. 2000.
Sinonimia
- Androsiphon capensis Schltr.	[4]